# 트레이시 슈발리에

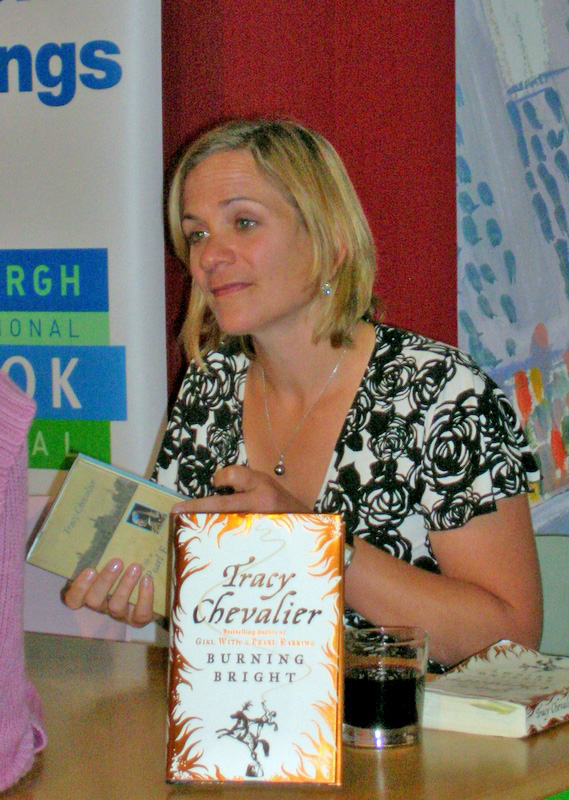

트레이시 슈발리에(Tracy Chevalier 1962년~현재, 워싱턴 D.C 출생)는 역사소설 베스트셀러 작가이다.
워싱턴에서 자고 나란 트레이시 슈발리에는 오하이오의 오버린 컬리지에서 영문학을 공부하고 1984년런던으로 이주하여 이스트 앵글리아 대학에서 문예창작학으로 석사 학위를 받았다. 1997년 첫 소설 『버진 블루Virgine Blue』가 재능 있는 신인작가를 발굴하는 '프레시 탤런트Fresh Talant'에 선정되면서 화려하게 데뷔했다.이어서 1999년, 신비에 싸인 네덜란드 화가 요하네스 베르메르의 그림을 다룬 『진주 귀고리 소녀』를 발표하면서 세계적인 베스트셀러 작가로 떠올랐다.

## 저서
- 1997년 《버진블루》(The Virgin Blue)
- 1999년 《진주 귀고리 소녀》(Girl With a Pearl Earing)
- 2001년 《Falling Angels》
- 2003년 《여인과 일각수》(The Lady and The Unicorn)
- 2007년 《Burning Bright》
- 2009년 《Remarkable Creatures》

## 같이 보기
- 메리 애닝

## 참고 문헌
- 《진주 귀고리 소녀》트레이시 슈발리에, 양선아 옮김, 2007, 강.(날개)